# Смагин, Алексей Алексеевич
Алексе́й Алексе́евич Сма́гин (1857—1928) — генерал от кавалерии.

## Биография
Родился 4 (16) июля 1857 года — сын генерал-лейтенанта Алексея Андреевича Смагина (1829—1901).
В 1877 году окончил Императорское училище правоведения и поступил на военную службу; прапорщик (ст. 27.09.1877) 37-й артиллерийской бригады, с которой участвовал в русско-турецкой войне. Был переведён в лейб-гвардии 1-ю артиллерийскую бригаду. В 1884 году по 1-му разряду окончил Академию генерального штаба и 25 марта был переименован из поручиков в штабс-капитаны генерального штаба; с 1 октября 1884 года — офицер для особых поручений при 2-м армейском корпусе. С 7 мая 1885 года — офицер для особых поручений штаба Финляндского военного округа; 15 ноября был произведён в капитаны.
Цензовое командование ротой отбывал в 95-м пехотном Красноярском полку (01.12.1886—01.12.1887). Затем был начальником строевого отдела штаба Выборгской крепости (26.01.1888—20.11.1889) и столоначальником Главного штаба (20.11.1889—23.03.1892); подполковник с 1 апреля 1890 года. Состоял в числе штаб-офицеров генерального штаба положенных по штату при Главном штабе (23.03.1892—03.11.1896) и за отличие был произведён в полковники (ст. 17.04.1894). Начальник отд. Главного штаба с 3 ноября 1896 по 5 мая 1900 года.
В 1900 году был переведён в Кавказский военный округ; состоял окружным дежурным генералом штаба округа до 20 октября 1901 года, когда был назначен Кутаисским военным губернатором. С 25 июня 1903 года — Кутаисский губернатор; за отличие произведён в генерал-майоры (пр. 1901; ст. 14.04.1902).
С 27 мая 1905 года состоял в распоряжении Военного министра; 31 января 1906 года назначен начальником штаба 2-го Туркестанского армейского корпуса и в том же году (10 июня) — начальником штаба Донского казачьего войска; в следующем году за отличие произведён в генерал-лейтенанты (пр. 1907; ст. 06.12.1907).
В 1915 году за отличие произведён в генералы от кавалерии, исполнял должность войскового наказного атамана Донского казачьего войска. С 5 сентября 1916 года состоял в резерве чинов при штабе Минского военного округа.
После революции 1917 года участвовал в Белом движении; в 1918 году — представитель Донской армии при командовании Добровольческой армии. 
Эмигрировал в Болгарию. Умер в Софии 20 ноября 1928 года. Был похоронен с воинскими почестями за счёт правительства Болгарии на 91-м участке Центрального Софийского кладбища.
Был женат и имел пятерых детей. Сыновья, Алексей (ум. 13.07.1932 в Париже) и Михаил (ум. 26.01.1942 в Париже) — полковники лейб-гвардии Уланского полка, воевали во ВСЮР.

## Награды
- орден Св. Анны 4-й ст. с надписью «За храбрость» (1878)
- орден Св. Станислава 3-й ст. с мечами и бантом (1878)
- орден Св. Анны 3-й ст. (1886)
- орден Св. Станислава 2-й ст. (1892)
- орден Св. Анны 2-й ст. (1896)
- орден Св. Владимира 4-й ст. (1899)
- орден Св. Владимира 3-й ст. (1904)
- орден Св. Станислава 1-й ст. (1907)
- орден Св. Анны 1-й ст. (1911)
- орден Св. Владимира 2-й ст. (1914)